# Клерак (Лот и Гарона)
Клерак (фр. Clairac) насеље је и општина у југозападној Француској у региону Аквитанија, у департману Лот и Гарона која припада префектури Марманд.
По подацима из 2011. године у општини је живело 2466 становника, а густина насељености је износила 73,0 становника/km². Општина се простире на површини од 33,78 km². Налази се на средњој надморској висини од 54 метара (максималној 185 m, а минималној 27 m).

## Демографија
| 1962. | 1968. | 1975. | 1982. | 1990. | 1999. | 2011. |
| ----- | ----- | ----- | ----- | ----- | ----- | ----- |
| 2.545 | 2.552 | 2.332 | 2.393 | 2.338 | 2.385 | 2.466 |

График промене броја становника у току последњих година